# Taurocephalus lerouxi
Taurocephalus lerouxi és una espècie de sinàpsid extint de la família dels tapinocefàlids. Es tracta de l'únic representant conegut del gènere Taurocephalus i visqué durant el Permià mitjà en allò que avui en dia és el sud d'Àfrica. Se n'han trobat restes fòssils a la província sud-africana del Cap Occidental. El seu nom genèric, Taurocephalus, significa 'cap de toro' en llatí.

## Morfologia
Malgrat que aquest animal és conegut a partir d'un sol crani, les comparacions amb espècimens més complets d'animals semblants (com ara Struthiocephalus i Tapinocephalus) permet hipotetitzar que era un animal de grans dimensions, amb una llargada probable d'entre 2,5 i 3 m, dotat d'un cos massís i quatre extremitats potents i robustes. El crani és molt semblant al de Struthiocephalus, i se'n diferencia principalment pel musell, més robust, i un nombre més gran de dents al maxil·lar superior (aproximadament 20).

## Classificació
Taurocephalus fou descrit per Robert Broom el 1928 i fou classificat entre els dinocèfals, un grup de teràpsids primitius dotats de caps enormes. Taurocephalus, en particular, era un membre de la família dels tapinocefàlids, coneguda per nombroses formes herbívores del Permià de Sud-àfrica. S'ha suggerit que Taurocephalus podria ser simplement una variant individual de Struthiocephalus, una forma ben coneguda de la qual s'han trobat fòssils en els mateixos dipòsits: les diferències morfològiques entre els dos animals són poques i el nombre de dents al maxil·lar superior tendeix a variar molt entre els individus de la família dels tapinocefàlids.